# 모리타니의 국장

모리타니의 국장

모리타니의 국장 (1959년 ~ 2018년)

모리타니의 국장은 1959년 4월 1일에 제정되었으며 현재의 국장은 2018년 11월 28일에 수정되었다. 국장의 디자인은 모리타니의 국기를 바탕으로 하였다.
국장 안쪽에 그려져 있는 초록색 원 안에는 금색 초승달과 별, 야자나무와 사탕수수가 그려져 있으며 국장 바깥쪽에는 빨간색 고리가 그려져 있다. 고리 안쪽에는 모리타니의 공식 명칭인 "모리타니 이슬람 공화국"("الجمهورية الإسلامية الموريتانية, Al-Jumhūriyyah al-Islāmiyyah al-Mūrītāniyyah", "République Islamique de Mauritanie")이 아랍어와 프랑스어로 쓰여져 있다.

## 같이 보기
- 모리타니의 국기
- 모리타니의 국가